# 雨城茶馬古道
雨城茶馬古道位於四川省雅安市雨城區，文物遺址年代判定為唐至民國。2012年7月16日公佈為第八批四川省文物保護單位。

## 簡介[2]
雨城茶馬古道位於四川省雅安市雨城區，是古代四川境內聯繫西南夷諸民族的重要交通要道。雅安早在商周時期，由於文化交流及民族遷徙等原因，便已形成了一條北通中原，南及南亞的古道，四川茶馬古道一川藏南線東起四川的雅安，商械地處雅安的政治、文化、經濟的中心，是四川茶馬古道起點之一。明清時期便形成了四通八達的以經營、運輸茶葉為主的專用商道即“茶馬古道”，以及遍及轄區內的各時代古道及茶葉、馬匹等商品經營場所網點一一“茶馬互市”遺存。雨城區境內三條古道分別是：邛崍經上里五甲口（上里古鎮）、永定橋、石梯子古道、翻越蘆山崗（當地稱“後山”）入蘆山；城區出南城門經宋春渡、橫渡青衣江過飛仙關入天全；城區出南城門經對岩、八步、紫古、飛龍崗古道、麻柳壩入滎經。
現存遺址包括：清代南城門遺址、清代宋春渡遺址、清代飛龍崗古道遺址、上里古鎮-二仙橋、上里古鎮-高橋、上里古鎮-平水橋、上里古鎮-四家村字庫、上里古鎮-永定橋、清代石梯子古道遺址、天公院遺址（白馬泉）。
雨城茶馬古道與“茶馬互市”的形成為開展文化交流、民族的交融，促進民族團結、穩定邊疆起到了不可估量的作用。